# Guerra del Duar
La guerra del Duar o guerra Anglo-Bhutanese fu combattuta tra l'India britannica e il Bhutan tra il 1864 ed il 1865.

## Storia
La Gran Bretagna inviò una missione di pace in Bhutan all'inizio del 1864, sulla scia della recente conclusione di una guerra civile, sotto Ashley Eden. Lo dzongpon di Punakha (che era uscito vittorioso) aveva rotto i rapporti con il governo centrale (Druk Desi) mentre questo cercava la protezione del penlop di Paro ma in seguito fu deposto. La missione britannica si occupò alternativamente del rivale penlop di Paro e del penlop di Trongsa (quest'ultimo agì per conto del druk desi), ma il Bhutan rifiutò il trattato di pace e amicizia offerto a causa della precedente annessione unilaterale britannica di alcuni duari dell'Assam. La Gran Bretagna, perciò, dichiarò guerra al Bhutan nel 1864. Il Bhutan non aveva un esercito regolare e le forze esistenti erano composte da guardie dzong armate di fiammiferi, archi e frecce, spade, coltelli e catapulte. Alcune di queste guardie dzong, portando scudi e indossando armature di cotta di maglia, all'inizio, crearono problemi alle forze britanniche ben equipaggiate ma nel 1865 Dewangiri fu smantellata dagli inglesi che inizialmente subirono un'umiliante sconfitta a Deothang e quando riconquistarono Dewangiri ne distrussero gran parte nel tentativo di compensare.
La guerra di Duar durò solo cinque mesi e, nonostante alcune vittorie sul campo di battaglia da parte delle forze bhutanesi che includevano la cattura di due cannoni obici, provocò la perdita del 20% del territorio del Bhutan e la cessione forzata dei territori precedentemente occupati. In base ai termini del Trattato di Sinchula, firmato l'11 novembre 1865, il Bhutan cedette territori come  Assam e gli 83 km² di territorio di Dewangiri nel Bhutan sud-orientale, in cambio di un sussidio annuale di 50 000 rupie. Il Trattato di Sinchula rimase in vigore fino al 1910, quando il Bhutan e l'India britannica firmarono il Trattato di Punakha, in vigore fino al 1947.

## Trattato di Sinchula
Di seguito appare il testo del Trattato di Sinchula.
L'11 novembre 1865
Trattato tra Sua Eccellenza l'onorevole Sir John Lawrence, GCB, KSI, Viceré e Governatore Generale dei possedimenti di Sua Maestà Britannica nelle Indie Orientali, e da una parte del tenente colonnello Herbert Bruce, CB, in virtù dei pieni poteri in tal senso conferitogli dal viceré e dal governatore generale, e dall'altra parte da Samdojey Deb Jimpey e Themseyrensey Donai secondo i pieni poteri loro conferiti dal Dhum e Deb Rajah, 1865.
ARTICOLO I
D'ora in poi ci saranno pace e amicizia perpetue tra il governo britannico e il governo del Bhutan.
ARTICOLO II
Considerando che in conseguenza delle ripetute aggressioni del governo del Bhutan e del rifiuto di tale governo di offrire soddisfazione per quelle aggressioni, e per il loro trattamento offensivo degli ufficiali inviati da Sua Eccellenza il Governatore Generale in Consiglio allo scopo di procurare un amichevole aggiustamento delle differenze esistenti tra i due stati, il governo britannico è stato costretto a sequestrare da una forza armata l'intera Doars e alcune postazioni collinari che proteggono i passi in Bhutan, e considerando che il governo del Bhutan ha ora espresso il suo rammarico per la passata cattiva condotta e il desiderio di stabilire relazioni amichevoli con il governo britannico, si conviene che l'intero tratto noto come le Diciotto Doars, confinante con i distretti di Rungpoor, Cooch Behar e Assam, insieme al Taloo di Ambaree Fallcottah e il territorio della collina sulla riva sinistra del Teesta fino a punti che possono essere stabiliti dal Commissario britannico ap indicato allo scopo viene ceduto per sempre dal governo del Bhutan al governo britannico.
ARTICOLO III
Il governo del Bhutan con la presente accetta di consegnare tutti i sudditi britannici, nonché i sudditi del capo del Sikkim e Cooch Behar che sono ora detenuti in Bhutan contro la loro volontà, e di non porre alcun impedimento al ritorno di tutti o di qualcuno. di tali persone nel territorio britannico.
ARTICOLO IV
In considerazione della cessione da parte del governo del Bhutan dei territori specificati nell'articolo II del presente Trattato, e del detto governo che ha espresso il suo rammarico per la passata cattiva condotta e si è impegnato per il futuro a impedire a tutte le persone mal disposte di commettere crimini all'interno del territorio britannico o dei territori dei Rajah del Sikkim e Cooch Behar e per dare pronta e piena riparazione per tutti questi crimini che possono essere commessi in contrasto con i loro comandi, il governo britannico accetta di concedere un'indennità annuale al governo del Bhutan di una somma non superiore a cinquantamila rupie (Rupie 50 000) da versare agli ufficiali non inferiori al grado di Jungpen, che saranno delegati dal governo del Bhutan a riceverli. E si conviene inoltre che i pagamenti saranno effettuati come di seguito specificato:
Sull'adempimento da parte del governo del Bhutan delle condizioni di questo trattato venticinquemila rupie (25 000 rupie).
Il 10 gennaio successivo al 1 ° pagamento, trentacinquemila rupie (Rupie 35 000)
Il 10 gennaio successivo, quarantacinquemila rupie (Rupie 45 000)

Ogni successivo 10 gennaio, cinquantamila rupie (Rupie 50 000)